# El Chirimoyo
El Chirimoyo är en ort i Mexiko.   Den ligger i kommunen Acatepec och delstaten Guerrero, i den sydöstra delen av landet, 230 km söder om huvudstaden Mexico City. El Chirimoyo ligger 2 025 meter över havet och antalet invånare är 598.
Terrängen runt El Chirimoyo är kuperad åt nordost, men åt sydväst är den bergig. Runt El Chirimoyo är det ganska glesbefolkat, med 42 invånare per kvadratkilometer. Närmaste större samhälle är Acatepec, 3,0 km sydväst om El Chirimoyo. I omgivningarna runt El Chirimoyo växer huvudsakligen savannskog.